# Eugyrioides polyducta
Eugyrioides polyducta är en sjöpungsart som beskrevs av Monniot 1983. Eugyrioides polyducta ingår i släktet Eugyrioides och familjen kulsjöpungar. Inga underarter finns listade i Catalogue of Life.